# Dicranomyia montium
Dicranomyia montium är en tvåvingeart som först beskrevs av Alexander 1929.  Dicranomyia montium ingår i släktet Dicranomyia och familjen småharkrankar.
Artens utbredningsområde är Taiwan. Inga underarter finns listade i Catalogue of Life.